# Stargardzki
Stargardzki là một huyện thuộc tỉnh Zachodniopomorskie của Ba Lan. Huyện có diện tích 1520 km². Đến ngày 1 tháng 1 năm 2011, dân số của huyện là 119306 người và mật độ 78 người/km².